# Weisen
Weisen település Németországban, azon belül Brandenburgban. Lakosainak száma 997 fő (2023. december 31.).

## Népesség
A település népességének változása:
| Lakosok száma | 954  | 964  | 976  | 980  | 997  |
|               | 2017 | 2019 | 2021 | 2022 | 2023 |